# Mala Gorica (Petrinja)
Mala Gorica is een plaats in de gemeente Petrinja in de Kroatische provincie Sisak-Moslavina. De plaats telt 531 inwoners (2001).